# Paray-le-Frésil
Pour les articles homonymes, voir Paray.
Paray-le-Frésil est une commune française située dans le département de l'Allier, en région Auvergne-Rhône-Alpes.

## Géographie

### Localisation
Paray-le-Frésil est située au nord-est du département de l'Allier.
Ses communes limitrophes sont :
|                         | Gannay-sur-Loire |                              |
| La Chapelle-aux-Chasses | Paray-le-Frésil  | Saint-Martin-des-Lais        |
| Chevagnes               |                  | Garnat-sur-Engièvre, Beaulon |

### Climat
Pour des articles plus généraux, voir Climat d'Auvergne-Rhône-Alpes et Climat de l'Allier.
En 2010, le climat de la commune est de type climat océanique dégradé des plaines du Centre et du Nord, selon une étude du CNRS s'appuyant sur une série de données couvrant la période 1971-2000. En 2020, Météo-France publie une typologie des climats de la France métropolitaine dans laquelle la commune est exposée à un climat océanique altéré et est dans la région climatique Centre et contreforts nord du Massif Central, caractérisée par un air sec en été et un bon ensoleillement.
Pour la période 1971-2000, la température annuelle moyenne est de 11 °C, avec une amplitude thermique annuelle de 16,6 °C. Le cumul annuel moyen de précipitations est de 789 mm, avec 11,7 jours de précipitations en janvier et 7,4 jours en juillet. Pour la période 1991-2020, la température moyenne annuelle observée sur la station météorologique de Météo-France la plus proche, « Vitry/loire », sur la commune de Vitry-sur-Loire à 8 km à vol d'oiseau, est de 11,5 °C et le cumul annuel moyen de précipitations est de 824,9 mm,. Pour l'avenir, les paramètres climatiques de la commune estimés pour 2050 selon différents scénarios d'émission de gaz à effet de serre sont consultables sur un site dédié publié par Météo-France en novembre 2022.

## Urbanisme

### Typologie
Au 1er janvier 2024, Paray-le-Frésil est catégorisée commune rurale à habitat dispersé, selon la nouvelle grille communale de densité à 7 niveaux définie par l'Insee en 2022.
Elle est située hors unité urbaine. Par ailleurs la commune fait partie de l'aire d'attraction de Moulins, dont elle est une commune de la couronne,. Cette aire, qui regroupe 64 communes, est catégorisée dans les aires de 50 000 à moins de 200 000 habitants,.

### Occupation des sols

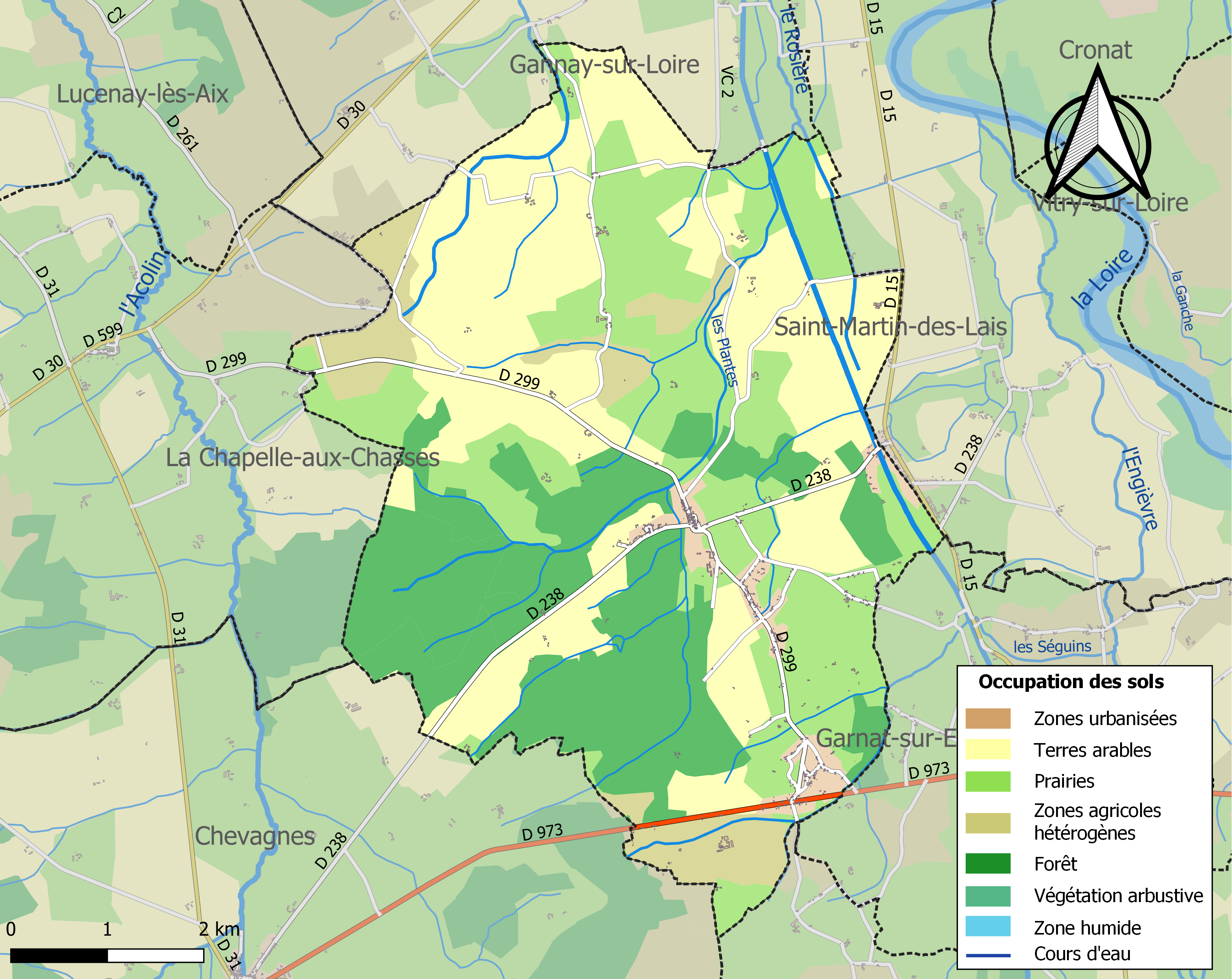
Carte des infrastructures et de l'occupation des sols de la commune en 2018 (CLC).

L'occupation des sols de la commune, telle qu'elle ressort de la base de données européenne d’occupation biophysique des sols Corine Land Cover (CLC), est marquée par l'importance des territoires agricoles (70,8 % en 2018), une proportion sensiblement équivalente à celle de 1990 (71,6 %). La répartition détaillée en 2018 est la suivante : terres arables (35,1 %), prairies (27,9 %), forêts (26,2 %), zones agricoles hétérogènes (7,8 %), zones urbanisées (3 %).
L'IGN met par ailleurs à disposition un outil en ligne permettant de comparer l'évolution dans le temps de l'occupation des sols de la commune (ou de territoires à des échelles différentes). Plusieurs époques sont accessibles sous forme de cartes ou photos aériennes : la carte de Cassini (XVIIIe siècle), la carte d'état-major (1820-1866) et la période actuelle (1950 à aujourd'hui).

## Politique et administration
| Période                                  | Période  | Identité      | Étiquette | Qualité                    |
| ---------------------------------------- | -------- | ------------- | --------- | -------------------------- |
| Les données manquantes sont à compléter. |          |               |           |                            |
| mars 2001                                | mai 2020 | Gérard Renaud |           | Retraité de l'enseignement |
| mai 2020                                 | En cours | Odile Marion  |           | Employée de bureau         |

## Population et société

### Démographie
Les habitants de la commune sont appelés les Paraysiens et les Paraysiennes.

L'évolution du nombre d'habitants est connue à travers les recensements de la population effectués dans la commune depuis 1793. Pour les communes de moins de 10 000 habitants, une enquête de recensement portant sur toute la population est réalisée tous les cinq ans, les populations de référence des années intermédiaires étant quant à elles estimées par interpolation ou extrapolation. Pour la commune, le premier recensement exhaustif entrant dans le cadre du nouveau dispositif a été réalisé en 2007.

En 2022, la commune comptait 379 habitants, en évolution de −2,07 % par rapport à 2016 (Allier : −1,38 %, France hors Mayotte : +2,11 %).
| 1793 | 1800 | 1806 | 1821 | 1831 | 1836 | 1841 | 1846 | 1851 |
| ---- | ---- | ---- | ---- | ---- | ---- | ---- | ---- | ---- |
| 587  | 584  | 415  | 623  | 600  | 649  | 693  | 741  | 783  |

| 1856 | 1861 | 1866 | 1872  | 1876  | 1881  | 1886  | 1891  | 1896  |
| ---- | ---- | ---- | ----- | ----- | ----- | ----- | ----- | ----- |
| 877  | 841  | 938  | 1 018 | 1 050 | 1 042 | 1 094 | 1 175 | 1 202 |

| 1901  | 1906  | 1911  | 1921 | 1926 | 1931 | 1936 | 1946 | 1954 |
| ----- | ----- | ----- | ---- | ---- | ---- | ---- | ---- | ---- |
| 1 173 | 1 146 | 1 044 | 842  | 871  | 791  | 827  | 674  | 627  |

| 1962 | 1968 | 1975 | 1982 | 1990 | 1999 | 2006 | 2007 | 2012 |
| ---- | ---- | ---- | ---- | ---- | ---- | ---- | ---- | ---- |
| 653  | 573  | 522  | 547  | 469  | 417  | 428  | 430  | 391  |

| 2017 | 2022 | - | - | - | - | - | - | - |
| ---- | ---- | - | - | - | - | - | - | - |
| 389  | 379  | - | - | - | - | - | - | - |

## Culture locale et patrimoine

### Lieux et monuments
- Château de Paray, il est inscrit à l’inventaire supplémentaire des monuments historiques, le château est d’époque Louis XIII (1640), construit en briques polychromes. Propriété de la famille d’Estutt de Tracy par une alliance avec la fille du grand argentier des ducs de Bourbon en 1640, il est resté dans la famille depuis cette époque. En 1880, Jacques, marquis de Tracy, construisit une aile sur la façade d’arrivée qui doublait la taille de cette demeure. Détruit en très grande partie par un incendie en novembre 1968, le château reconstruit par son propriétaire actuel, Claude Antoine, marquis de Tracy, a retrouvé ses proportions d’origine.
- Église Saint-Didier de Paray-le-Frésil.

Puisant dans ses souvenirs de jeunesse, Georges Simenon invente que c'est dans ce château que le père de Maigret était régisseur et qu'est né son fils qui deviendra le célèbre commissaire Maigret.

### Personnalités liées à la commune
- Antoine Destutt de Tracy (1754-1836), philosophe « idéologue », représenta la noblesse aux États généraux et s’unit ensuite au Tiers État. Commandant de cavalerie sous les ordres de La Fayette, il fut emprisonné en 1793. Élève de Buffon et de Lavoisier, il profita de ce repos forcé pour élaborer son système philosophique dit des « idéologues ». Sénateur inamovible jusqu’en 1814, il fit partie de l’Académie française.
- Victor Destutt de Tracy (1781-1864), son fils, servit dans l’armée jusqu’en 1818, fut élu député de l’Allier et nommé ministre de la Marine en 1848. Agronome éclairé, il se consacra à la mise en valeur de la Sologne. Ami de Mathieu de Dombasle, il fut le premier à se servir de sa fameuse charrue. Parlementaire sous la monarchie de Juillet et auteur d'une proposition de loi tendant à l'abolition de la peine de mort. Sa pierre tombale est encore visible à l'église du village.
- Georges Simenon — tout jeune, à peine 20 ans — a logé dans le château en 1923 et 1924, en qualité de secrétaire du marquis de Tracy, son propriétaire. Paray-le-Frésil est dépeint sous le nom fictif de « Saint-Fiacre » dans un des romans les plus célèbres de l'écrivain, l'Affaire Saint-Fiacre[22],[23]. C'est dans le château de Paray-le-Frésil qu'est situé le cadre de l'enfance du commissaire Maigret, dont le père était censément le régisseur. Les voies « Rue du Commissaire-Maigret », « Rue Georges-Simenon » et « Rue Saint-Fiacre » honorent le lien avec cet écrivain et ses créations[24].

### Héraldique
| Blason de Paray-le-Frésil | Blason  | Parti : au 1er d'azur semé de fleurs de lys d'or, à la bande de gueules brochant, au 2d coupé au I de gueules à sept épis de blé liés d'or et ordonnés en éventail, au II d'argent à une plume d'azur posée en barre. |
| Blason de Paray-le-Frésil | Détails | Adopté en janvier 2024. |